# ASNOM

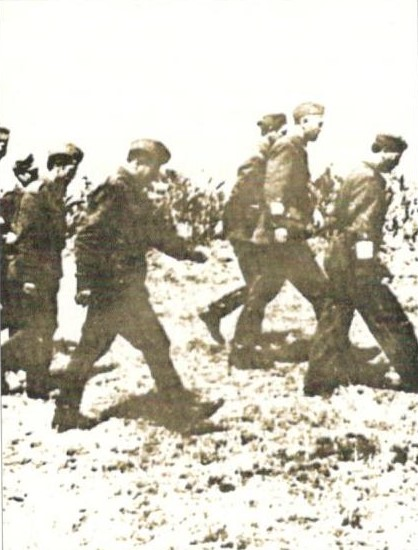
I delegati arrivano alla prima sessione plenaria dell'Assemblea Antifascista per la Liberazione popolare della Macedonia il 2 agosto 1944

Con l'acronimo ASNOM o АСНОМ (dal macedone: Антифашистичкото Собрание на Народното Ослободување на Македонија - in caratteri latini: Antifašističko sobranie na narodnoto osloboduvanje na Makedonija) si indica l'Assemblea Antifascista per la Liberazione Popolare della Macedonia, il più alto organo di governo partigiano macedone di cui rappresentava le forze di resistenza all'interno dell'AVNOJ.